# Gérardine Mukeshimana
Gérardine Mukeshimana, née le 10 décembre 1970 dans le district de Huye (Rwanda), est une scientifique et femme politique rwandaise. Elle est ministre de l'Agriculture et des Ressources animales depuis 2014.

## Biographie

### Études
Elle est titulaire d'un diplôme d'ingénieur agricole obtenu à l'université nationale du Rwanda et d'une maîtrise (2001) ainsi qu'un d'un doctorat (2013) en biotechnologie obtenu à l'université d'État du Michigan,. Sa thèse de doctorat s'intitule « Dissecting the Genetic Complexity of Drought Tolerance Mechanisms in Common Bean (Phaseolus Vulgaris L.) » (Disséquer la complexité génétique des mécanismes de tolérance à la sécheresse chez le haricot commun (Phaseolus Vulgaris L.)). En 2012, elle reçoit le prix BIFAD du Conseil international pour l'alimentation et l'agriculture pour sa contribution au programme d'élevage du haricot au Rwanda.

### Carrière
Elle a été chargée de cours à la faculté d'agriculture de l'université nationale du Rwanda et coordinatrice du projet d'appui au secteur rural de la Banque mondiale.
En 2013, elle fait partie de l'équipe de recherche de BecA Hub, un programme en biosciences de l'Institut international de recherche sur l’élevage de Nairobi (Kenya).
Elle est nommée ministre de l'Agriculture et des Ressources animales dans le cabinet du Premier ministre Anastase Murekezi en juillet 2014,. Elle conserve son poste lors du remaniement ministériel de mai 2016 et de celui d'août 2017.
En juin 2016, elle accueille la 7e Semaine africaine des sciences de l'agriculture et l'Assemblée générale du forum pour la recherche agricole en Afrique (FARA) à Kigali, qui lance un appel à l'action en six points pour réaliser l'initiative « Africa Feed Africa ».

## Publications
- Gérardine Mukeshimana et Amy L. Lasley, « Identification of Shoot Traits Related to Drought Tolerance in Common Bean Seedlings », American Society for Horticultural Science,‎ mai 2014
- Gérardine Mukeshimana, Louis Butare, Perry B. Cregan et James D. Kelly, « Quantitative Trait Loci Associated with Drought Tolerance in Common Bean », Crop Science,‎ mai 2014 (DOI 10.2135/cropsci2013.06.0427, lire en ligne)